# Hartford (Ohio)
Hartford é uma vila localizada no estado norte-americano de Ohio, no Condado de Licking.

## Demografia
Segundo o censo norte-americano de 2000, a sua população era de 412 habitantes.
Em 2006, foi estimada uma população de 398, um decréscimo de 14 (-3.4%).

## Geografia
De acordo com o United States Census Bureau tem uma área de
1,4 km², dos quais 1,4 km² cobertos por terra e 0,0 km² cobertos por água.

## Localidades na vizinhança
O diagrama seguinte representa as localidades num raio de 20 km ao redor de Hartford.